# HMS Vanguard (S28)
Pour les autres navires du même nom, voir HMS Vanguard.
Pour les articles homonymes, voir Vanguard et S28.
Le SNLE Vanguard (S28) de la Royal Navy est le 1er des 4 sous-marins de la classe Vanguard.

## Électronique
Il comprend les systèmes suivants : 
- 1 radar de navigation Kelvin Hughes Type 1007
- 1 suite sonar TMSL Type 2054
- 1 contrôle d'armes BAe Systems SMCS
- 1 système de combat BAe Systems SMCS
- 2 lance leurres torpille SSE mk.10
- 1 détecteur radar Racal UAP.3
- 1 périscope Pilkington Optronics CK.51
- 1 périscope Pilkington Optronics CH.91

## Accidents

### Accident de février 2009
Le 3 ou le 4 février 2009, Le Triomphant et l'HMS Vanguard sont « entrés en contact brièvement » alors qu'ils étaient en immersion dans le golfe de Gascogne,. La Marine nationale française avait évoqué dans un premier temps la collision avec un conteneur. Les deux SNLE ont été endommagés dans l'accident mais il n'est pas fait état d'avaries sur les installations nucléaires. Les navires ont rejoint, escortés, leurs bases respectives de l'île Longue et de Faslane. Les 3 marines de l’OTAN possédant des SNLE ne se communiquent pas les zones de patrouille de ces derniers, bien qu'un accord existerait en ce sens entre l'US Navy et la Royal Navy. Le Ministre de la Défense britannique John Hutton a diligenté une « enquête exhaustive » confiée à Jonathon Band, First Sea Lord de l'Amirauté.